# Sofie Heby Pedersen
Sofie Heby Pedersen (* 1. Februar 2001) ist eine dänische Cross-Country-Mountainbikerin.

## Sportlicher Werdegang
Sofie Heby Pedersen stammt aus Aalborg und betrieb in ihrer Jugend zunächst Judo, wo sie in ihrer Altersklasse mehrfach dänische Meisterin war. Zusammen mit ihrem drei Jahre jüngeren Bruder Gustav wechselte sie dann zum Mountainbiken, wo beide Geschwister ebenfalls erfolgreich waren. 2018 war Heby Pedersen dänische Junioren-Meisterin im Cross-Country (XCO) und Fünfte der Weltmeisterschaften. Zusammen mit Mie Saabye bildete sie ein Team bei den Olympischen Jugendspielen in Buenos Aires, wo die beiden die Goldmedaille in der Kombination gewannen. Auch 2019 war sie dänische Junioren-Meisterin und gewann mit der Nationalmannschaft eine Bronzemedaille in der Staffel bei den Europameisterschaften.
In der U23 musste Pedersen in den ersten beiden Jahren der älteren Konkurrenz den Vortritt lassen. 2022 konnte sie in Lenzerheide erstmals ein U23-Weltcuprennen gewinnen, und im französischen Les Gets gewann sie die Bronzemedaille bei den Weltmeisterschaften, ebenfalls in der U23. Vor Heimpublikum in Haderslev wurde sie bei den Mountainbike-Marathon-Weltmeisterschaften Vierte. Zum Saisonabschluss gewann sie bei der griechischen Mountainbike-Serie in Sparta und Salamina vier von zehn Rennen, bei vier weiteren war sie Zweite.
Anfang 2023 wurde Pedersen zusammen mit ihrem Bruder von Willier Triestina Pirelli, einem UCI-Mountainbike-Team, unter Vertrag genommen. In der ersten Jahreshälfte beherrschte sie den Weltcup in der U23 und gewann die ersten vier Rennen; außerdem wurde sie U23-Europameisterin. Mit einem Doppelsieg bei den dänischen Meisterschaften (olympische Distanz XCO und Shorttrack XCC) gewann sie ihre ersten bedeutenden Titel in der Elite, noch dazu in ihrer Heimatstadt. Sie gehörte daher zu den Favoritinnen im U23-Rennen der Mountainbike-Weltmeisterschaften 2023, stürzte aber in der ersten Runde und konnte nicht mehr entscheidend ins Geschehen eingreifen. Als Mitglied der Staffel gewann sie eine Bronzemedaille. Am Ende des Jahres wurde sie Zweite im U23-Weltcup.
2024 gewann Pedersen wiederum die Landesmeistertitel im XCO und XCC und wurde für das olympische Mountainbikerennen nominiert, das sie wegen Überrundung nicht beendete.

## Erfolge
2018
 Olympische Jugendspiele – Kombination (mit Mie Saabye)
 Dänische Meisterin (Junioren) – Cross-Country XCO
2019
 Dänische Meisterin (Junioren) – Cross-Country XCO
 Europameisterschaften – Staffel XCR
2022
 Weltmeisterschaften (U23) – Cross-Country XCO
Weltcup-Sieg (U23) in Lenzerheide
2023
 Dänische Meisterin – Cross-Country XCO, Shorttrack XCC
 Europameisterin (U23) – Cross-Country XCO
 Europameisterin – Staffel XCR
 Weltmeisterschaften – Staffel XCR
Weltcup-Siege (U23) in Nové město, Lenzerheide, Leogang, Val di Sole
2024
 Dänische Meisterin – Cross-Country XCO, Shorttrack XCC